# Netvleugeligen
De netvleugeligen (Neuroptera, verouderd: Planipennia) zijn een orde van insecten die gekenmerkt worden door de dakpansgewijze vorm van de vleugels. De netvleugeligen hebben hun naam te danken aan de doorzichtige vleugels met een duidelijk zichtbare vleugeladering, in tegenstelling tot de meeste insecten. De grootvleugeligen (Megaloptera) en de kameelhalsvliegen (Raphidioptera) delen dit kenmerk maar de netvleugeligen zijn te onderscheiden aan de aders die zich naar de vleugelrand toe vertakken.
De larven verschillen duidelijk van alle andere insectengroepen door de zuigende monddelen: deze zijn lang en smal en naar voren gericht (dolkvormig).

## Taxonomie
Onderstaand een indeling van de moderne families van netvleugeligen.
Orde netvleugeligen (Neuroptera)
- Onderorde Hemerobiiformia
  - Superfamilie Ithonioidea
    - Familie Ithonidae
    - Familie Polystoechotidae

  - Superfamilie Osmyloidea
    - Familie Osmylidae - (Watergaasvliegen)
    - Familie Chrysopidae - (Gaasvliegen)

  - Superfamilie Hemerobioidea
    - Familie Hemerobiidae - (Bruine gaasvliegen)

  - Superfamilie Coniopterygoidea
    - Familie Coniopterygidae - (Dwerggaasvliegen)
    - Familie Sisyridae - (Sponsvliegen)

  - Superfamilie Mantispoidea
    - Familie Dilaridae
    - Familie Mantispidae
    - Familie Rhachiberothidae
    - Familie Berothidae
- Onderorde Myrmeleontiformia
  - Superfamilie Nemopteroidea
    - Familie Psychopsidae
    - Familie Nemopteridae

- Superfamilie Myrmeleontoidea

- Familie Nymphidae

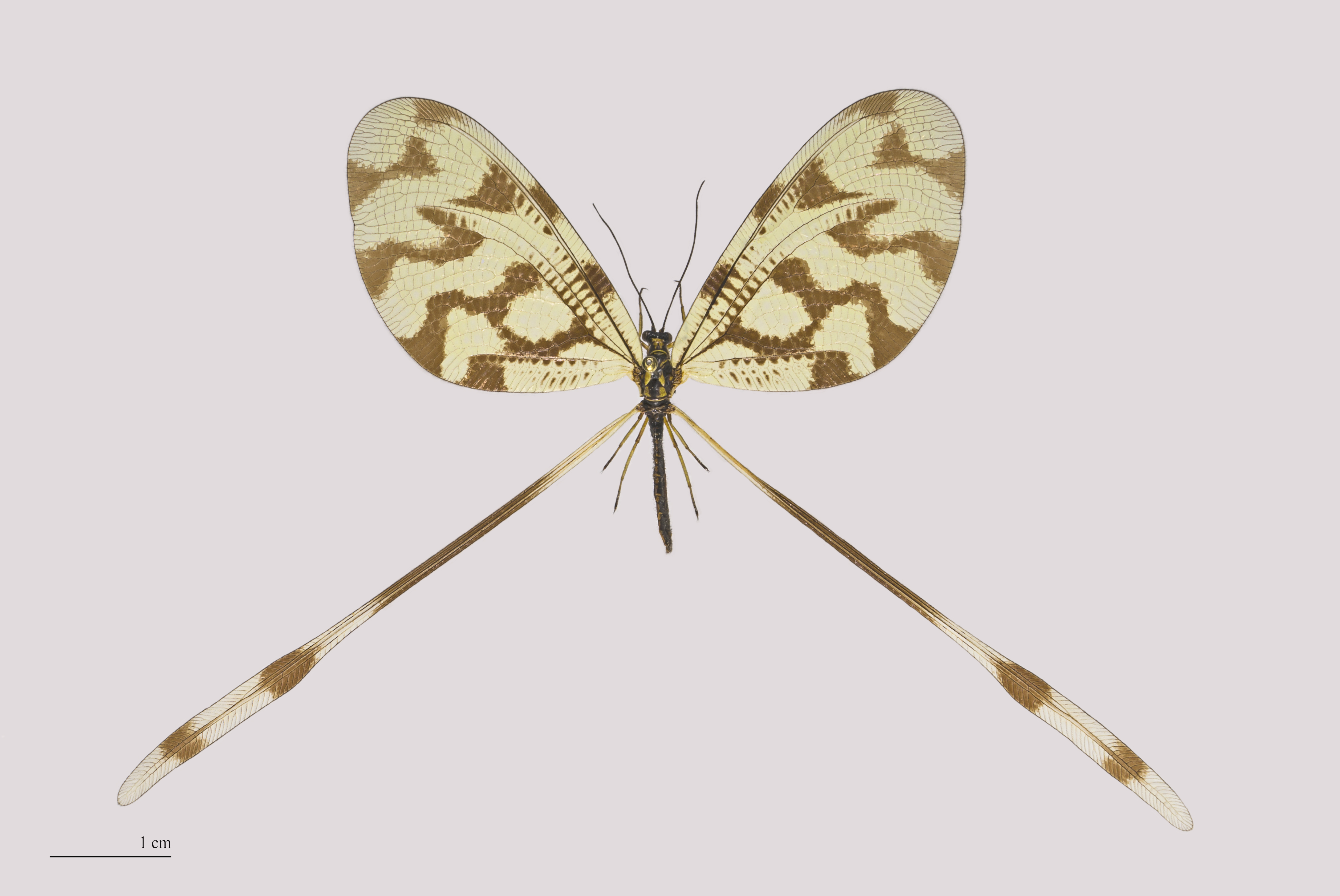
Nemopteridae - Nemoptera sp.

- Familie Myrmeleontidae - (Mierenleeuwen)
- Familie Ascalaphidae - (Vlinderhaften)

## Trivia
- Het gaasvliegje is ook een fictief insect uit de boekenreeks Harry Potter.